# Montataire
Montataire ist eine französische Stadt mit 13.944 Einwohnern (Stand 1. Januar 2022) im Département Oise in der Region Hauts-de-France. Sie gehört zum Arrondissement Senlis und zum Gemeindeverband Creil Sud Oise. Seine Einwohner nennen sich Montatairiens.

## Geografie
Die Stadt Montataire liegt am Fluss Thérain, der hier in die Oise mündet, drei Kilometer westlich von Creil und etwa 50 Kilometer nördlich von Paris. Umgeben wird Montataire von den Nachbargemeinden Saint-Vaast-lès-Mello im Westen und Norden, Nogent-sur-Oise im Nordosten und Osten, Creil im Südosten, Thiverny und Saint-Leu-d’Esserent im Süden sowie Cramoisy im Südwesten.

## Bevölkerungsentwicklung
| Jahr                       | 1962 | 1968   | 1975   | 1982   | 1990   | 1999   | 2011   | 2021   |
| -------------------------- | ---- | ------ | ------ | ------ | ------ | ------ | ------ | ------ |
| Einwohner                  | 9630 | 10.020 | 13.166 | 12.855 | 12.353 | 12.048 | 12.626 | 13.701 |
| Quellen: Cassini und INSEE |      |        |        |        |        |        |        |        |

## Sehenswürdigkeiten

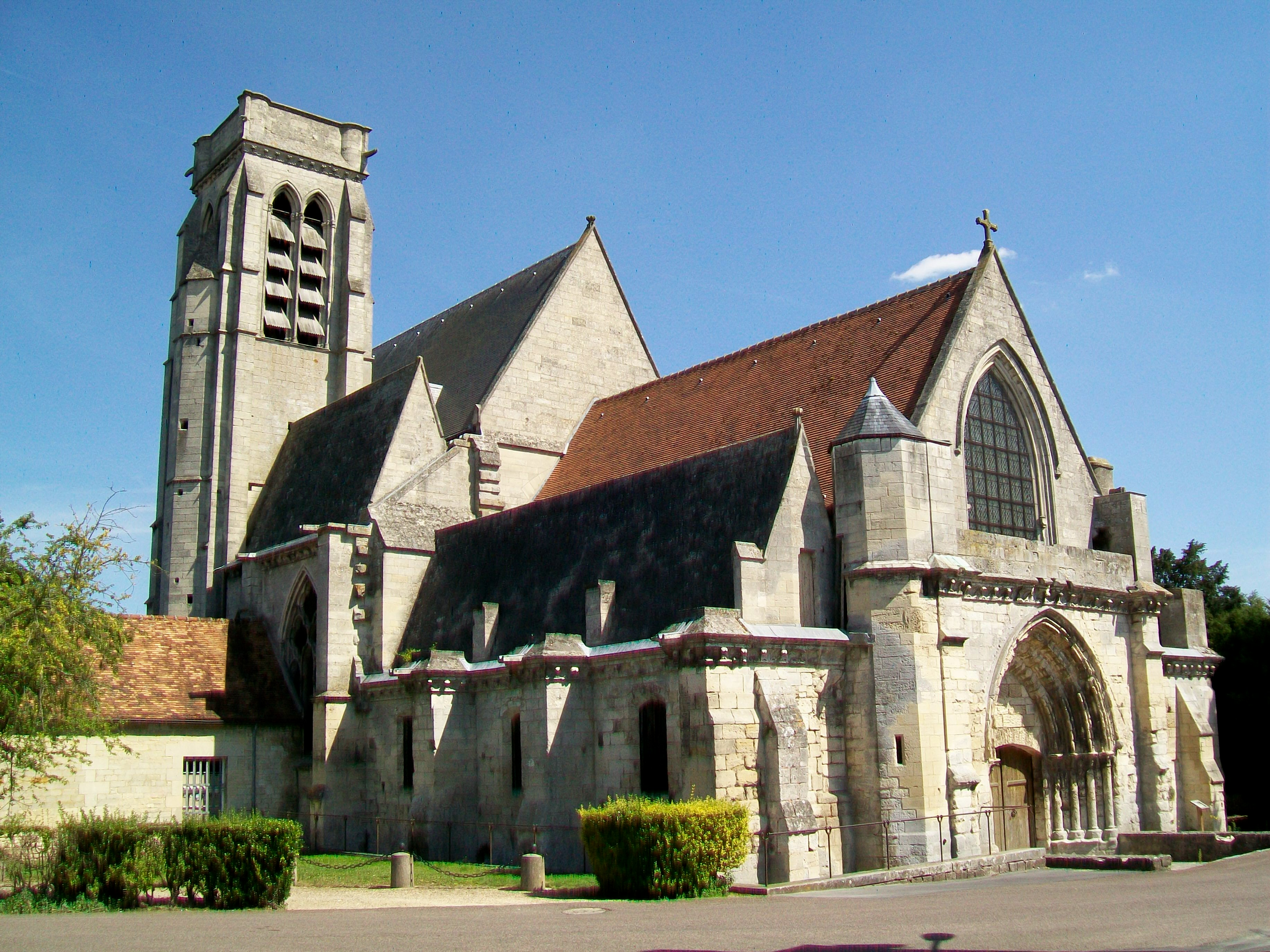
Kirche Notre-Dame
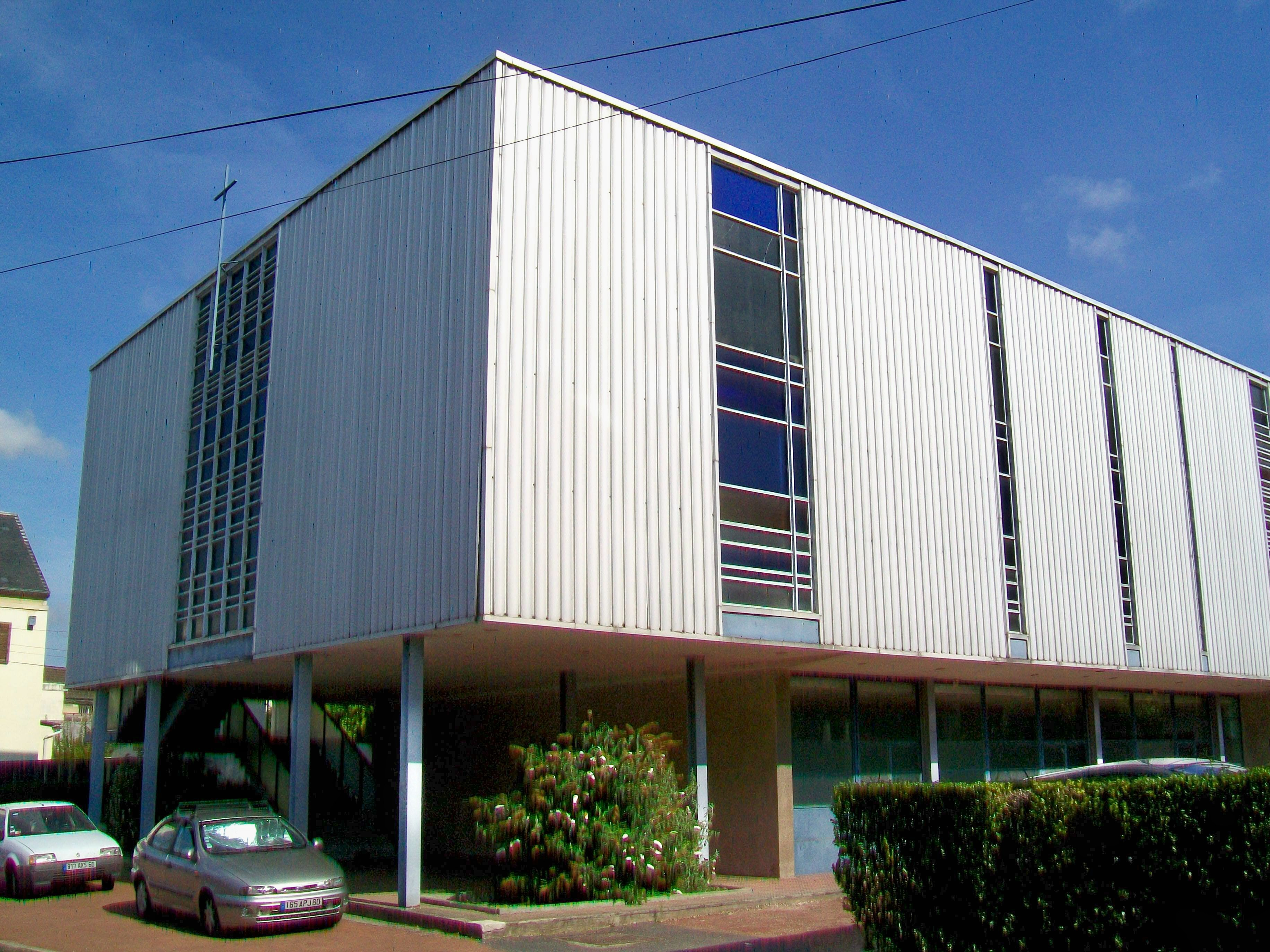
Kapelle Christ-Ressuscité
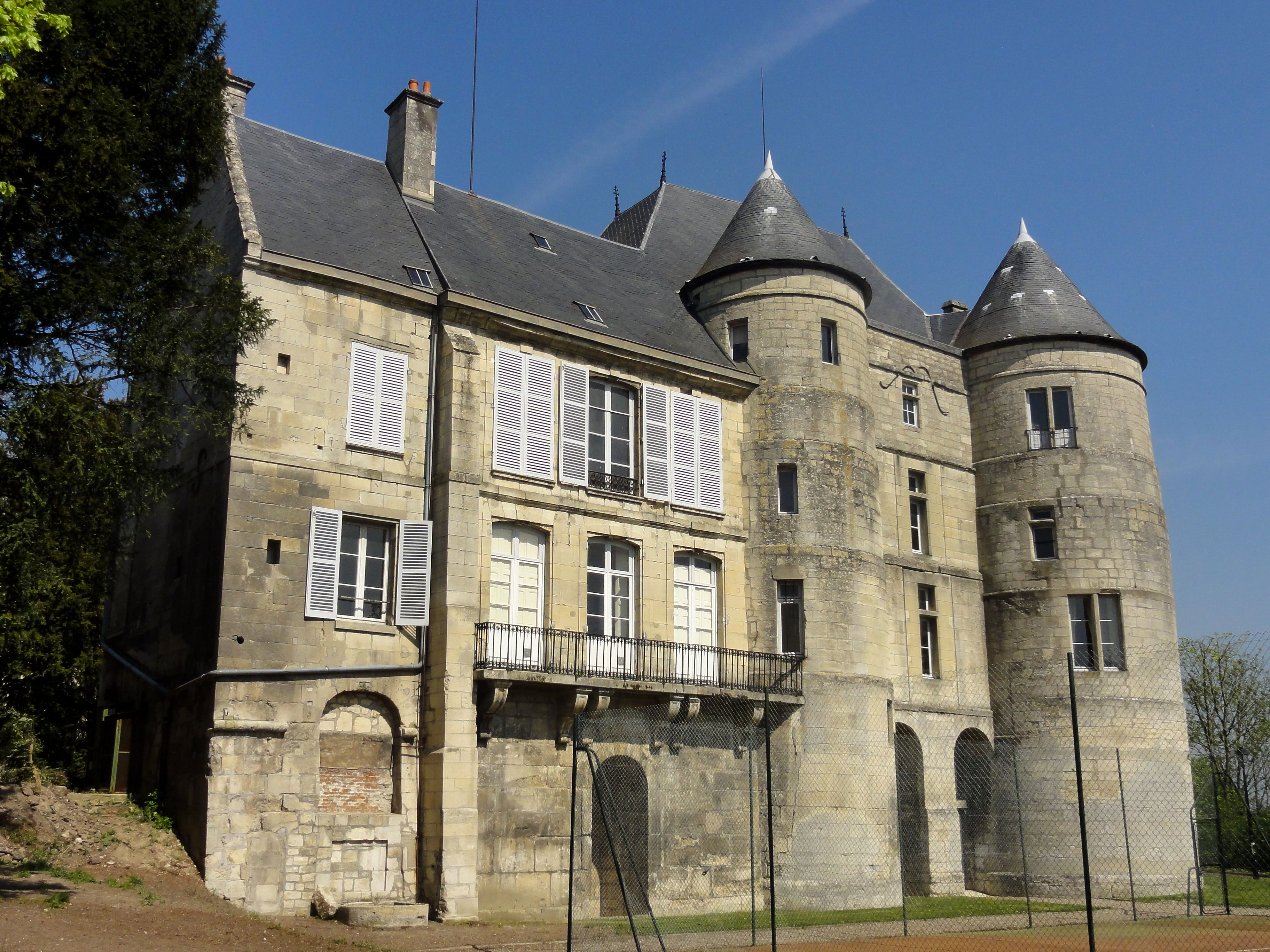
Schloss
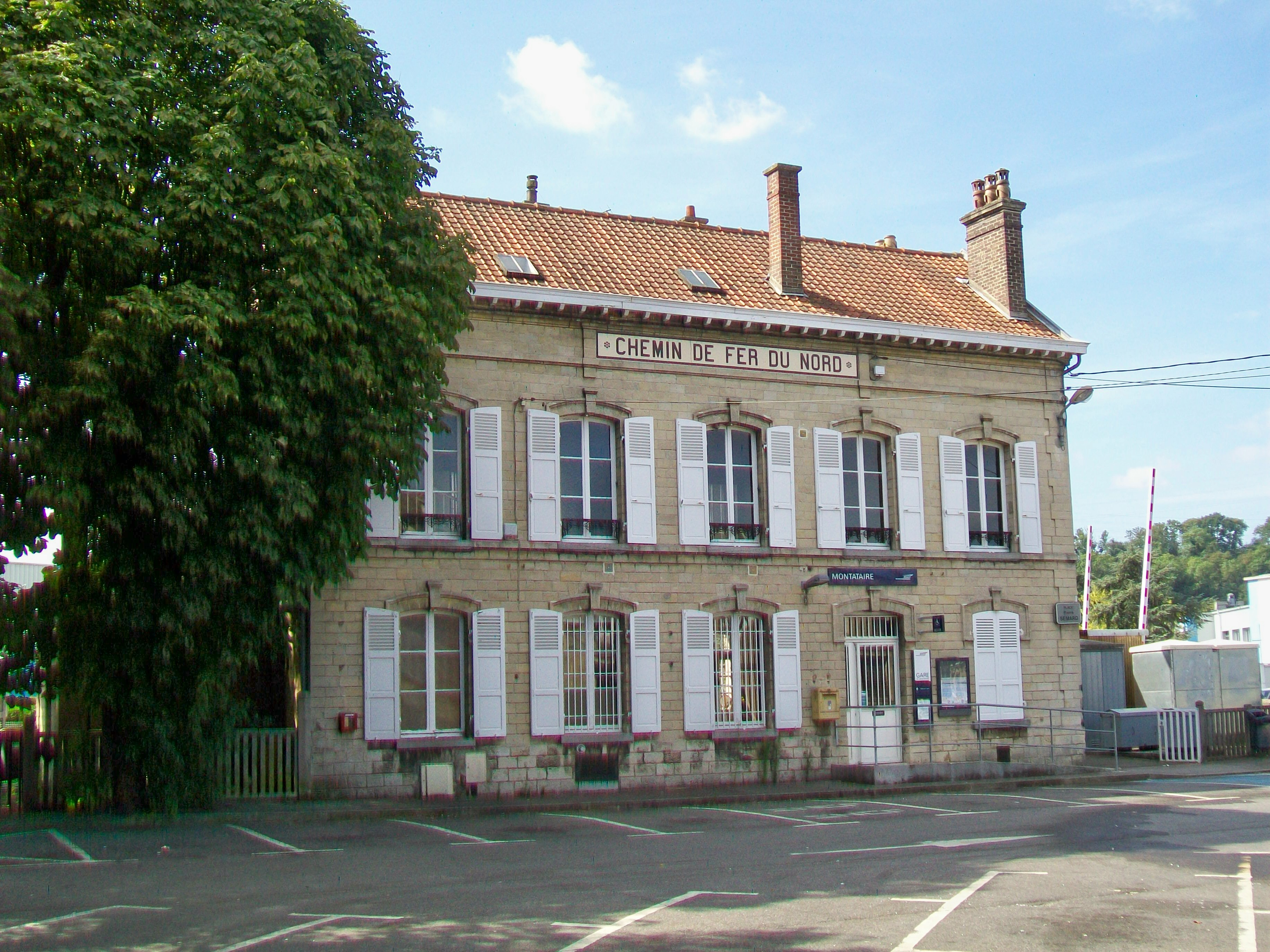
Bahnhof
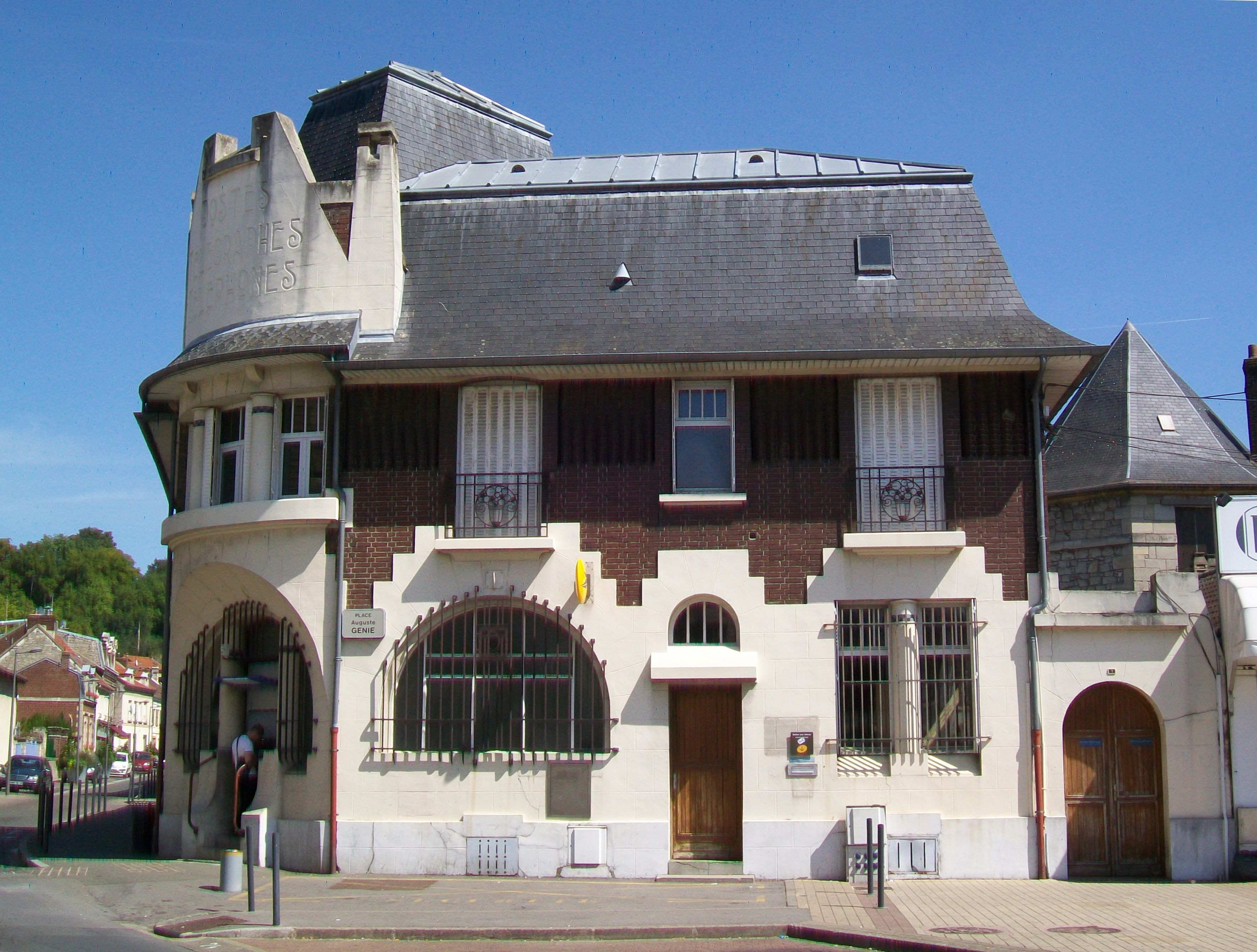
Postamt
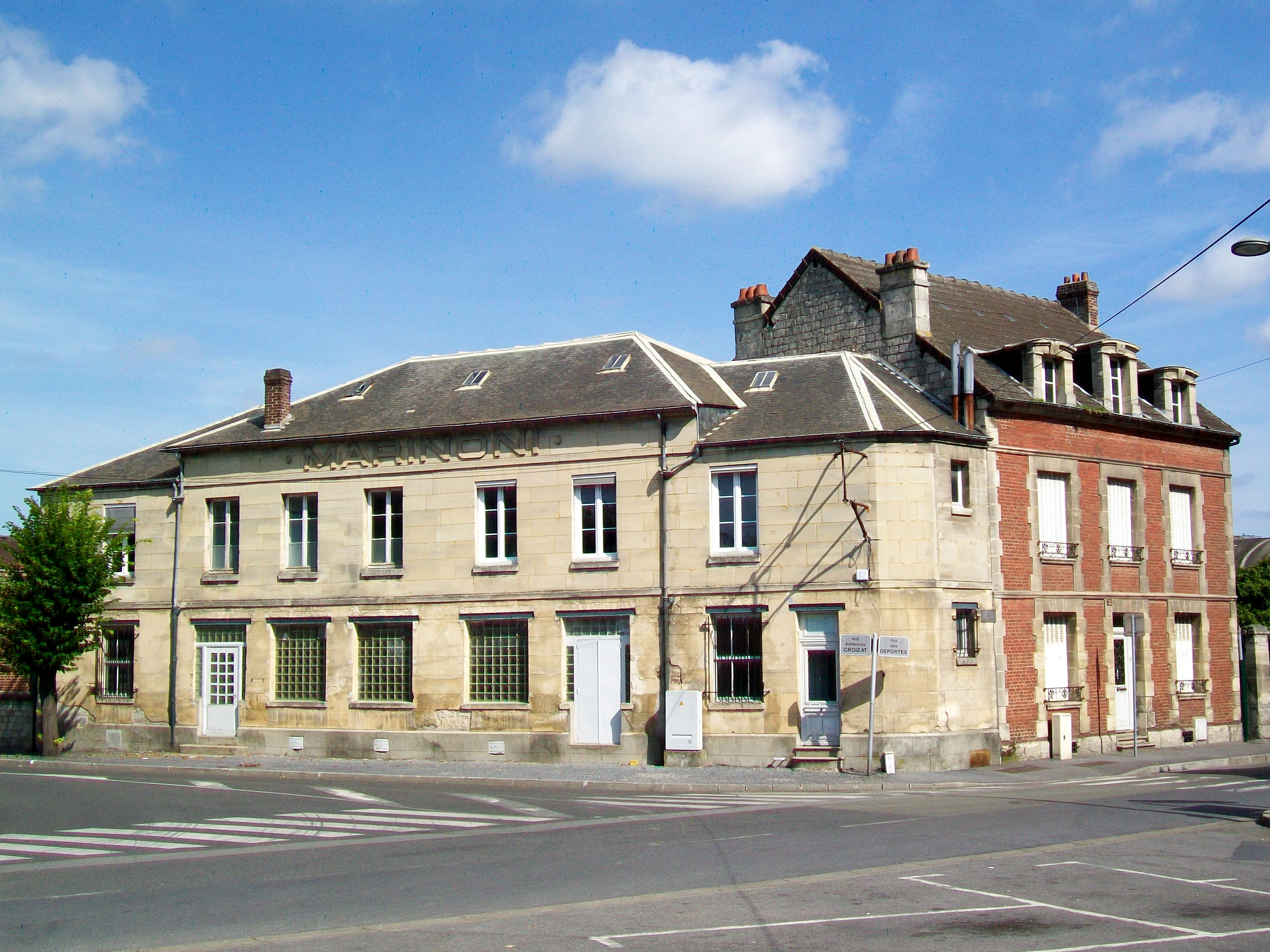
Ehemaliges Marinoni-Werk
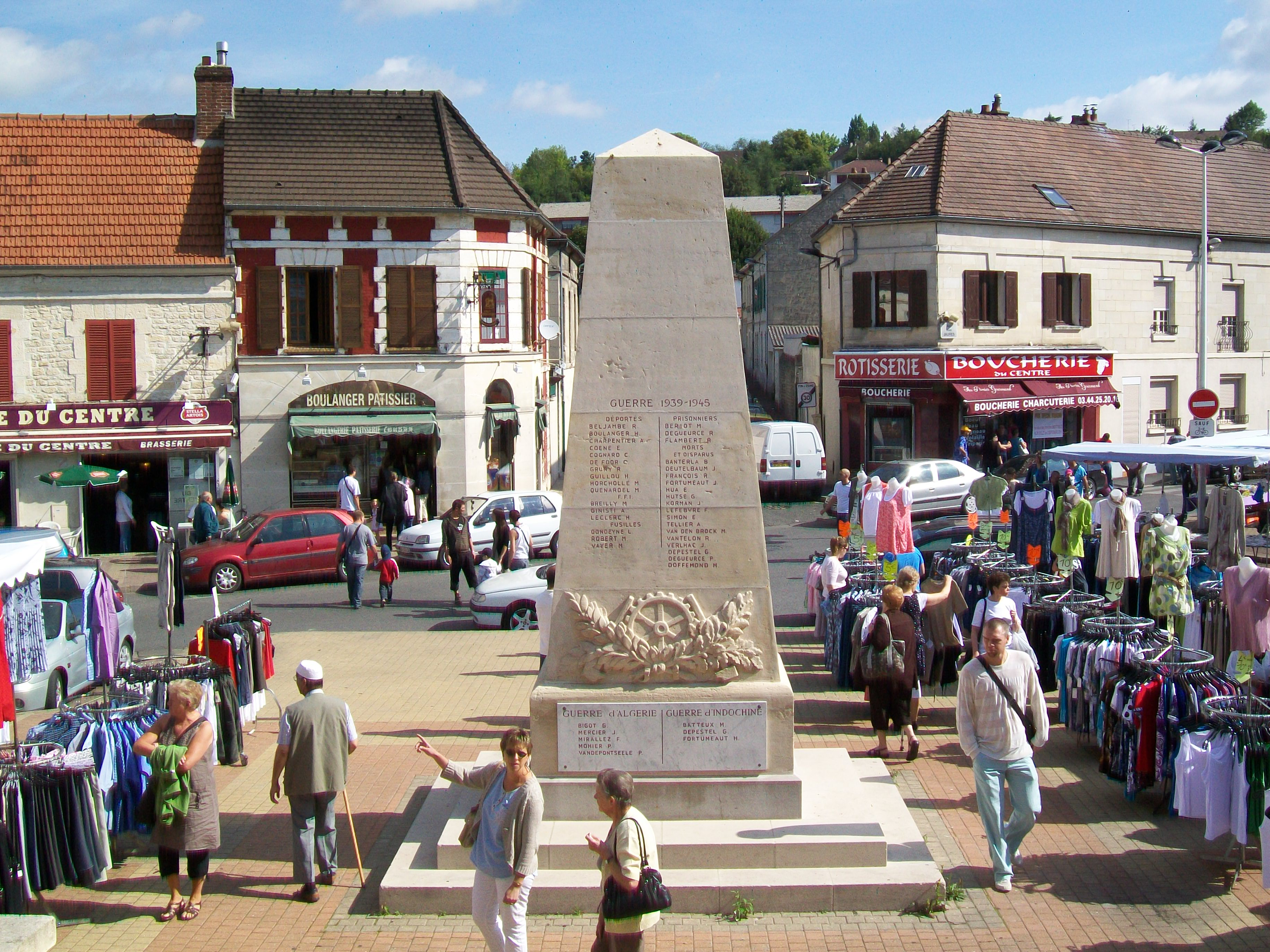
Gefallenendenkmal

- Wasserturm

- Kirche Notre-Dame
- Kapelle Christ-Ressuscité
- Schloss
- Bahnhof
- Postamt
- Ehemaliges Marinoni-Werk
- Gefallenendenkmal

## Wirtschaft und Infrastruktur
Dank der attraktiven Lage siedelten sich in Montataire mehrere internationale Unternehmen an:
- Arcelor, weltweit zweitgrößter Stahlproduzent
- Akzo Nobel, niederländisches Chemie-Unternehmen
- Still GmbH, deutscher Gabelstapler-Hersteller mit Sitz in Hamburg, der 1989 den französischen Hersteller Saxby übernommen hatte
- Goss International, Herstellung von Offset-Druckmachinen

Montataire ist verkehrstechnisch sehr gut erschlossen. Die Stadt liegt an der Autoroute A1, der meistgenutzten französischen Autobahn, die von Paris nach Lille führt. Zudem durchquert die Route nationale 16 das Gemeindegebiet. Sie führt von Pierrefitte-sur-Seine nach Clermont-en-Beauvaisis.
Der Bahnhof Montraire wird von der Bahngesellschaft TER Picardie bedient. Von hier aus führt eine Linie nach Beauvais im Nordosten und nach Creil im Südwesten von Montraire.

## Städtepartnerschaften
- Finsterwalde in Deutschland, seit 1962
- Dheisheh, Palästinensische Autonomiegebiete

## Persönlichkeiten
- Philippe Etienne La Fosse (1739–1820), Tierarzt und Autor
- Maurice Valentin Borrel (1804–1882), Medailleur
- Constant Ménager (1889–1970), Radrennfahrer